# Hauenstein-Ifenthal
Hauenstein-Ifenthal é uma comuna da Suíça, no Cantão Soleura, com cerca de 280 habitantes. Estende-se por uma área de 5,30 km², de densidade populacional de 53 hab/km². Confina com as seguintes comunas: Eptingen (BL), Hägendorf, Läufelfingen (BL), Rickenbach, Trimbach, Wangen bei Olten, Wisen.
A língua oficial nesta comuna é o Alemão.